# Maria Shriver
Maria Owings Shriver (Chicago (Illinois), 5 november 1955) is een Amerikaans journalist, auteur van zes bestsellers en activiste. Ze is de dochter van Sargent Shriver en Eunice Kennedy Shriver, lid van de familie Kennedy en een nicht van voormalig president John F. Kennedy. Haar moeder overleed in 2009 op 88-jarige leeftijd en haar vader in 2011 op 95-jarige leeftijd. Ze is van 1986 tot 2011 getrouwd geweest met acteur en politicus Arnold Schwarzenegger en heeft met hem vier kinderen.
Op maandag 9 mei 2011 werd bekend dat het echtpaar zou scheiden, maar sedert 2012 zien ze elkaar weer regelmatig.

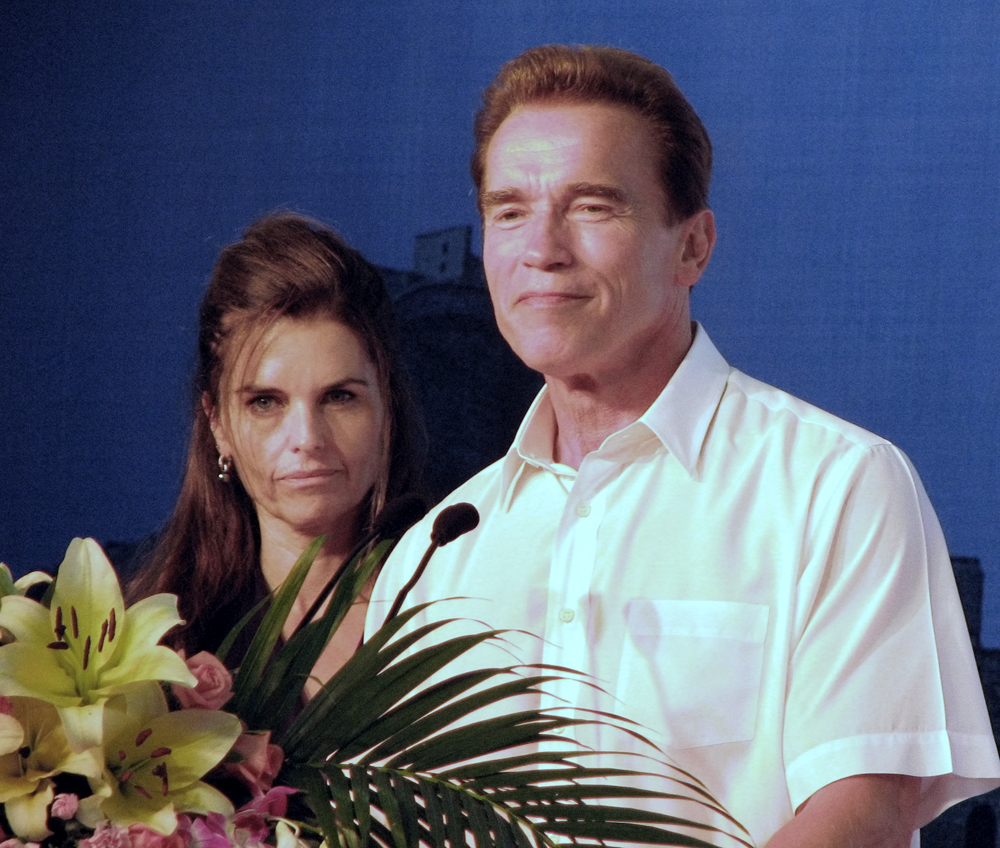
Maria Shriver samen met echtgenoot Arnold Schwarzenegger in 2007

- CiNii: DA12808017
- Gemeinsame Normdatei: 12861921X
- International Standard Name Identifier: 0000 0000 3723 8312
- Library of Congress Control Number: n87836514
- Bibliotheek van het Japanse parlement: 00821787
- Nationale Bibliotheek van Tsjechië: jo2014825908
- Nationale Bibliotheek van Israël: 987007430961705171
- Nederlandse Thesaurus van Auteursnamen: 315547197
- SNAC: w68k8jj0
- Virtual International Authority File: 5989165
- WorldCat: E39PBJhRyy4d9H3MQJbJfhGbVC